# Соларни колектор на бази честица
Соларни колектор на бази честица је објекат постављен на врху соларног торња на чијој се површини соларна енергија концентрује помоћу великог броја огледала званих хелиостати. Циљ је да се соларна енергија трансформише у топлоту која се може користити у топлотном процесу, термохемијском процесу, или у топлотном мотору за производњу електричне енергије у соларној термоелектрани. Да би се то постигло, потребно је у соларном колектору загрејати материјал за пренос топлоте, директно или индиректно, користећи концентровану соларну енергију (ЦСП) пре него што напусти колектор на вишој температури. За разлику од соларних колектора који се користе у конвенционалним соларним термоелектранама које користе растопљене соли као медијум за пренос топлоте који се загрева индиректно струјањем кроз металне цеви које су изложене концентрованој соларној енергији, соларни колектори на бази честица користе честице које се, у зависности од технологије, могу загревати директно или индиректно.
Једна од главних предности коришћења честица као медијума за пренос топлоте је могућност директног загревања, где су честице директно изложене соларном зрачењу, чиме се избегавају проблеми везани за неравномерно загревање цеви. Такође, могућност достизања температура изнад 1000°С омогућава коришћење Брајтоновог циклуса који као радни флуид користи суперкритични угљен-диоксид који има већу ефикасност у поређењу са парним Ранкиновим циклусом који се користи у конвенционалним соларним термоелектранама које имају максималну температурну границу од 565 °С због проблема везаних за термичку стабилност растопљених соли.

## Директно загревани соларни колектор

### Колектор са слободно-падајућим честицама
Ова технологија се заснива на слободно падајућој завеси честица унутар соларног колектора која апсорбује концентрисано соларно зрачење. Идеја о коришћењу падајућих честица загреваних помоћу коцентроване соларне енергије за добијање топлоте на високој температури за коришћење у топлотном мотору или хемијском процесу потиче из пионирског рада који су Мартин и Витко извели почетком 1980-их у Националним лабораторијама Сандија (Sandia National Laboratories). Међутим, први корак ка демонстрацији концепта у већим размерама изведен је 2009. године у Националном Постројењу за Тестирање Соларно Термалне Енергије (National Solar Thermal Test Facility) у Албукеркију, Нови Мексико, где је прототип соларног колектора на бази честица постављен на врх соларног торња високог 61 м са соларним пољем које је могло да обезбеди 5 MW термалних. Ови тестови су резултирали ефикасношћу пријемника од око 50% и максималним повећањем температуре честица од око 250°С. Опсежнија испитивања су спроведена 2015. године коришћењем пријемника од 1 MW термалног који има отвор 1 са 1 метар кроз који сунчево зрачење улази у унутрашњост колектора. Ефикасност пријемника се кретала од 50% до 80%, а температура честица на дну пријемника је у неким случајевима достизала 700°С.
Ограничење максималне температуре растопљених соли које се користе у конвенционалним соларним термоелектранама  довело је до радионице коју је организовало Министарство енергетике Сједињених Држава (ДОЕ) у августу 2016. године на којој су идентификована три могућа пута за следећу генерацију ЦСП термоелектрана заснованих на следећим медијумима за пренос топлоте: растопљене соли, честице и гасовити флуид. Ово је довело до програма финансирања (Generation 3 Concentrating Solar Power Systems) који је почео 15. маја 2018. године када је ДОЕ најавио своју намеру да обезбеди 72 милиона долара за пројекат где ће се три тима такмичити у изградњи система интегрисаног са складиштем топлотне енергије који је способан да ефикасно прикупи и пренесе соларну енергију радном флуиду топлотног мотора на температурама изнад 700°С. Дана 25. марта 2021. ДОЕ је објавио да је соларни колектор на бази честица најперспективнија технологија за постизање циља за 2030. где би цена произведене електричне енергије у соларним термоелектранама била 0,05 $/kWh и доделио Националним лабораторијама Сандија 25 милиона долара за изградњу, тестирање и рад пилот постројења које користи соларни колектор на бази честица за које се очекује да ће бити завршено до краја 2024.

### Соларни колектор са препрекама
Идеја о постављању препрека које успоравају падање честица уз задржавање концепта директног загревања мотивисана је предностима као што су чињеница да је успоравањем честица могуће повећати ефикасност соларног колектора путем повећања непрозирности завесе честица, и смањење губитка честица кроз отвор соларног колектора. Рани тестови овог концепта су спроведени у Сандији током 1980-их, али ниједна аналитичка или експериментална студија није објављена до 2010-их. Експерименти спроведени у Сандији 2015. користећи порозне структуре у облику обрнутог латиничног слова В су побољшали загревање честица и смањили њихов губитак кроз отвор колектора. Међутим, постојали су проблеми везани за директну изложеност нерђајућег челика 316, који се користи за изградњу ових порозних структура, концентрованом сунчевом зрачењу и његовом хабању услед струјања честица преко њега. Други дизајн предлаже да се користи спирална рампа преко које теку честице услед комбинованог ефекта гравитације и механички изазваних вибрација. Тестови су показали да је могуће постићи температуру честица од 650°С и ефикасност од око 60%, али овај дизајн захтева додатне оптичке уређаје који би резултирали додатним оптичким губицима, а и било би тешко постићи значајан проток  коришћењем овог дизајна.

### Центрифугални соларни колектор
Овај концепт се заснива на ротирајућој цилиндричној шупљини која може бити нагнута у односу на хоризонтални правац. Услед ротације, честице формирају танак, али непрозиран слој преко унутрашње површине шупљине. Ове честице се затим загревају концентрованом соларном енергијом док се полако спуштају дуж аксијалног правца шупљине услед дејства гравитационе силе. Концепт је првобитно предложио Фламант касних 1970-их и раних 1980-их, али није било даљег развоја све док Немачки ваздухопловни и свемирски центар (ДЛР) није почео да ради на овом концепту почетком 2010-их када су почели са тестирањем прототипа у лабораторијским размерама. Центрифугални пријемник од 15 kW термалних је дизајниран, изграђен и тестиран у ДЛР постројењу у Келну и резултати су показали да је могуће постићи температуру честица преко 900°С. Међутим, због проблема у мерењу протока честица није било могуће одредити ефикасност колектора. У даљим експерименталним активностима добијена је ефикасност од 75% и температура честица од 900°С за флукс соларне енегије од од 670 kW/m2. Од 2018. овај концепт соларног колектора је инсталиран у ДЛР-овом постројењу у Јилиху.

### Флуидизовани соларни колектор
Овај колектор има два могућа принципа рада. Први је предложио Фламант у исто време када је предложио центрифугални колектор и заснован је на провидном зиду од силицијум диоксида кроз који пролази концентрисано сунчево зрачење и загрева честице које се суспендују помоћу компресованог ваздуха. Циљ је био загревање суспендованих честица како би се извршила декарбонизација CaCO3 и самим тим конверзија сунчеве енергије у термохемијску. Спроведена испитивања су показала да је могуће постићи температуру честица изнад 1200°С. Други принцип рада је предложио Хант крајем 1970-их и заснива се на убризгавању веома малих честица унутар струје компресованог ваздуха које апсорбују концентровано сунчево зрачење и због своје велике површине ту топлоту одмах преносе на околни ваздух. Загревање смеше се врши све док честице не испаре, а затим се ваздух шаље у Брајтонов циклус да производи електричну енергију.

## Индиректно загревани соларни колектор

### Соларни колектор са кућиштем
Овај концепт соларног колектора се састоји од кућишта са хоризонталним цевима чија спољна страна се налази унутар унутар кућишта, док је унутрашња страна озрачена концентрованим сунчевим зрачењем. Идеја је да се честице загревају док теку доле унутар кућишта због гравитационе силе и око распоређеног низа цеви. Тестови су показали да је пренос топлоте између честица и цеви смањен у областима где су честице изгубиле контакт са цевима, међутим нису објављени подаци о температурама и ефикасности. Предности овог концепта укључују одсуство губитка честица услед присуства кућишта, али проблеми у вези са термичким напрезањима на кућишту могу настати услед индиректног загревања честица.

### Флуидизовани соларни колектор са цевима
Овај концепт је сличан оном код директно загреваног флуидизованог колектора, једина разлика је што сада цеви нису провидне и честице се загревају индиректно од стране металних цеви. Фламант је предложио и демонстрирао овај концепт и добио температуре суспензије до 750°С, али није објавио ефикасност. Могући проблеми везани са овом идејом укључују потрошњу електричне енергије за флуидизацију честица у колектору и жаришне тачке и високе површинске температуре које могу повећати топлотне губитке.

## Одабир честица
Важан фактор код одређивања перформанси соларног колектора и економске исплативости целог постројења је врста честица које се користе. Жељене особине укључују ниску цену, високу термичку стабилност, и у случају директно загреваних колектора, оптичка својства. Природни материјали се разматрају због своје ниске цене, али треба обратити пажњу и на композитне материјале који се могу формулисати тако да побољшају жељена својства иако имају већу цену. Како у директно загреваним колекторима честице служе као соларни апсорбери, њихова оптичка својства постају пресудна у процени перформанси соларног колектора. Показало се да је повећање соларне апсорпције важније од смањења топлотне емисивности, што значи да се честице са високом емисивношћу и даље могу сматрати добрим кандидатом иако имају високу апсорптивност, али честице које имају ниску апсорпцију не могу се сматрати добрим кандидатима чак иако имају ниску емисивност. Синтероване честице боксита имају високу соларну апсорпцију, а показало се да и поред одређене деградације услед дужег загревања, могу да је одрже изнад 90%. Такође се показало да су оне најтрајније међу осталим кандидатима. Због тога је закључено да су оне најбољи кандидат за употребу у директно загреваним соларним колекторима на бази честица. Између осталог, средство за ливење средње густине „Accucast“ се користи у Санидијином Националном Постројењу за Тестирање Соларно Термалне Енергије.